# Продужена стварност
Продужена стварност (енгл. extended reality, XR) је заједнички термин којим се описују технологије виртуелне стварности (virtual reality, VR), проширене стварности (augmented reality, AR), и помешане стварности (mixed reality, MR).